# Bulgariska cupen (volleyboll, damer)
Bulgariska cupen (bulgariska: Купа на България по волейбол жени) i volleyboll för damer är en årlig cupturnering för klubblag i Bulgarien. Tävlingen organiseras av Bulgarska Federatsiya Volejbol sedan 1953.

## Resultat per år
| Upplaga                 | Upplaga                               | Podium                                | Podium                                    | Podium                                |              |
| Säsong                  | Spelplats för finalen                 | Mästare                               | Matchresultat                             | Finalist                              |              |
| ----------------------- | ------------------------------------- | ------------------------------------- | ----------------------------------------- | ------------------------------------- | ------------ |
| 1953-54 mer information | -                                     | VK Slavia Sofia                       | -                                         | -                                     |              |
| 1954-55 mer information | -                                     | VK Minjor Pernik                      | -                                         | VK Slavia Sofia                       |              |
| 1955-56 mer information | -                                     | VK Slavia Sofia                       | -                                         | VK Lokomotiv Sofia                    |              |
| 1956-57 mer information | -                                     | VK Slavia Sofia                       | -                                         | -                                     |              |
| 1957-58                 | -                                     | Ej genomförd                          | Ej genomförd                              | Ej genomförd                          | Ej genomförd |
| 1958-59 mer information | -                                     | VK Levski Sofia                       | -                                         | -                                     |              |
| 1959-60 mer information | -                                     | VK Levski Sofia                       | -                                         | -                                     |              |
| 1960-61 mer information | -                                     | VK Levski Sofia                       | -                                         | -                                     |              |
| 1961-65                 | -                                     | Ej genomförd                          | Ej genomförd                              | Ej genomförd                          | Ej genomförd |
| 1965-66 mer information | -                                     | VK Levski Sofia                       | -                                         | -                                     |              |
| 1966-67 mer information | -                                     | VK Levski Sofia                       | -                                         | -                                     |              |
| 1967-68 mer information | -                                     | VK Akademik Sofia                     | -                                         | -                                     |              |
| 1968-69 mer information | -                                     | VK CSKA Sofia                         | -                                         | -                                     |              |
| 1969-70 mer information | -                                     | Levski-Spartak                        | -                                         | -                                     |              |
| 1970-71 mer information | -                                     | VK Slavia Sofia                       | -                                         | -                                     |              |
| 1971-72 mer information | -                                     | Levski-Spartak                        | -                                         | -                                     |              |
| 1972-73 mer information | -                                     | Levski-Spartak                        | -                                         | -                                     |              |
| 1973-74 mer information | -                                     | Levski-Spartak                        | -                                         | VK Slavia Sofia                       |              |
| 1974-75 mer information | -                                     | VK Minjor Pernik                      | -                                         | -                                     |              |
| 1975-76 mer information | -                                     | VK CSKA Sofia                         | -                                         | -                                     |              |
| 1976-77 mer information | -                                     | VK Slavia Sofia                       | -                                         | -                                     |              |
| 1977-78 mer information | -                                     | Levski-Spartak                        | -                                         | -                                     |              |
| 1978-79 mer information | -                                     | VK CSKA Sofia                         | -                                         | -                                     |              |
| 1979-80 mer information | -                                     | Levski-Spartak                        | -                                         | -                                     |              |
| 1980-81 mer information | -                                     | VK CSKA Sofia                         | -                                         | -                                     |              |
| 1981-82 mer information | -                                     | VK CSKA Sofia                         | -                                         | -                                     |              |
| 1982-83 mer information | -                                     | VK CSKA Sofia                         | -                                         | -                                     |              |
| 1983-84 mer information | -                                     | Dunav Ruse                            | -                                         | -                                     |              |
| 1984-85 mer information | -                                     | VK CSKA Sofia                         | -                                         | -                                     |              |
| 1985-86 mer information | -                                     | VK CSKA Sofia                         | -                                         | -                                     |              |
| 1986-87 mer information | -                                     | Levski-Spartak                        | -                                         | -                                     |              |
| 1987-88 mer information | -                                     | VK CSKA Sofia                         | -                                         | -                                     |              |
| 1988-89 mer information | -                                     | VK CSKA Sofia                         | -                                         | -                                     |              |
| 1989-90 mer information | -                                     | Levski-Spartak                        | -                                         | -                                     |              |
| 1990-91 mer information | -                                     | Levski-Spartak                        | -                                         | -                                     |              |
| 1991-92 mer information | -                                     | Levski-Spartak                        | -                                         | VK Lokomotiv Sofia                    |              |
| 1992-93 mer information | -                                     | VK CSKA Sofia                         | -                                         | -                                     |              |
| 1993-94 mer information | -                                     | VK Levski Sofia                       | -                                         | -                                     |              |
| 1994-95 mer information | -                                     | VK CSKA Sofia                         | -                                         | VK Slavia Sofia                       |              |
| 1995-96 mer information | -                                     | VK CSKA Sofia                         | -                                         | -                                     |              |
| 1996-97 mer information | -                                     | VK Levski Sofia                       | -                                         | -                                     |              |
| 1997-98 mer information | -                                     | VK Levski Sofia                       | -                                         | VK Slavia Sofia                       |              |
| 1998-99 mer information | -                                     | VK Levski Sofia                       | -                                         | -                                     |              |
| 1999-00 mer information | -                                     | VK CSKA Sofia                         | -                                         | -                                     |              |
| 2000-01 mer information | -                                     | VK Levski Sofia                       | -                                         | -                                     |              |
| 2001-02 mer information | -                                     | VK Levski Sofia                       | 3 - 2                                     | VK CSKA Sofia                         |              |
| 2002-03 mer information | -                                     | VK Levski Sofia                       | 3 - 1                                     | VK CSKA Sofia                         |              |
| 2003-04 mer information | -                                     | VK CSKA Sofia                         | 3 - 1 (15-25, 25-21, 25-16, 25-15)        | VK Levski Sofia                       |              |
| 2004-05 mer information | -                                     | VK Levski Sofia                       | 3 - 2 (25-23, 22-25, 25-16, 21-25, 15-10) | VK CSKA Sofia                         |              |
| 2005-06 mer information | -                                     | VK Levski Sofia                       | 3 - 0 (25-13, 25-20, 25-17)               | VK CSKA Sofia                         |              |
| 2006-07 mer information | -                                     | VK Slavia Sofia                       | -                                         | -                                     |              |
| 2007-08 mer information | -                                     | VK CSKA Sofia                         | 3 - 0 (25-23, 25-12, 26-24)               | VK Levski Sofia                       |              |
| 2008-09 mer information | -                                     | VK Levski Sofia                       | 3 - 2 (17-25, 27-25, 25-15, 18-25, 22-20) | VK CSKA Sofia                         |              |
| 2009-10 mer information | Sofia                                 | VK CSKA Sofia                         | 3 - 0 (25-19, 25-17, 25-15)               | VK Levski Sofia                       |              |
| 2010-11 mer information | Sofia                                 | VK CSKA Sofia                         | 3 - 0 (25-20, 26-24, 25-12)               | VK Maritsa                            |              |
| 2011-12 mer information | Plovdiv                               | VK Maritsa                            | 3 - 0 (25-18, 25-20, 25-14)               | VK Levski Sofia                       |              |
| 2012-13 mer information | Kazanlăk                              | VK CSKA Sofia                         | 3 - 2 (17-25, 18-25, 25-19, 28-26, 15-13) | Kazanlăk Volej                        |              |
| 2013-14 mer information | Sofia                                 | VK Levski Sofia                       | 3 - 2 (31-33, 19-25, 25-12, 25-20, 15-12) | VK CSKA Sofia                         |              |
| 2014-15 mer information | Sofia                                 | VK Maritsa                            | 3 - 2 (25-21, 16-25, 25-20, 27-29, 15-12) | VK Levski Sofia                       |              |
| 2015-16 mer information | Burgas                                | VK Levski Sofia                       | 3 - 1 (25-9, 22-25, 25-23, 25-17)         | VK Maritsa                            |              |
| 2016-17 mer information | Sofia                                 | VK Maritsa                            | 3 - 0 (25-15, 25-18, 25-12)               | VK Slavia Sofia                       |              |
| 2017-18 mer information | Stara Zagora                          | VK Maritsa                            | 3 - 1 (23-25, 25-16, 26-24, 25-20)        | VK Levski Sofia                       |              |
| 2018-19 mer information | Plovdiv                               | VK Maritsa                            | 3 - 0 (25-15, 25-13, 25-7)                | VK Beroe                              |              |
| 2019-20                 | Ej genomförd p.g.a. Covid-19-pandemin | Ej genomförd p.g.a. Covid-19-pandemin | Ej genomförd p.g.a. Covid-19-pandemin     | Ej genomförd p.g.a. Covid-19-pandemin |              |
| 2020-21 mer information | Pazardzhik                            | VK Maritsa                            | 3 - 0 (25-11, 25-13, 25-15)               | VK CSKA Sofia                         |              |
| 2021-22 mer information | Burgas                                | VK Maritsa                            | 3 - 0 (25-17, 25-23, 25-23)               | VK DKS Varna                          |              |
| 2022-23 mer information | Pazardzhik                            | VK Maritsa                            | 3 - 0 (25-16, 25-20, 25-17)               | VK CSKA Sofia                         |              |